# Judith Neilson
Judith Neilson (Bulawayo, 1946) é uma empresária e filantropista do Zimbabwe, conhecida por sua filantropia em arte. Ela foi a segunda mulher a se tornar bilionária a Austrália. Em 2021, sua fortuna foi estimada em $ 1.4 bilhão. Criou diversas galerias de arte em Sydney, como a White Rabbit Gallery, e possui duas cadeiras em sua homenagem na Universidade de Nova Gales do Sul, em arte contemporânea e arquitetura.

## Biografia

### Zimbabwe
Judith é neta de um médico formado pelo Trinity College que viajou para Riverina, Austrália, a trabalho, onde conheceu sua esposa. Quatro anos depois, se mudaram para o continente africano. Sua mãe  nasceu no deserto do Kalahari. Ela é a mais velha das quatro irmãs.
Aos 17, se mudou para Durban para estudar têxteis e design gráfico na Natal Techincal College. Fez bacharelado em artes/ciência na Universidade da Cidade do Cabo.

### Austrália
Imigrou para a Austrália com seu marido em 1983, passando a morar em McMahons Point, subúrbio de Sydney. Trabalhou no departamento de recursos humanos de um galpão da Grace Brothers na Broadway. Ela e uma amiga exploraram a galerias de arte da cidade quando seus filhos passaram a frequentar a escola. Passou a se interessar por arte chinesa após conhecer a obra de Wang Zhiyuan em uma galeria de Ray Hughes. Ela passou a colecionar as peças de arte e foi convencida por Edmund Capon a montar uma galeria. Desde então, viajou para a China mais de 50 vezes. Ela prefere comprar as obras diretamente com os artistas do que em leilões.
Em 2007, seu marido, Kerr Neilson, botou sua empresa, a  Platinum Asset Management, na bolsa de valores, e se tornou bilionário da noite para o dia. A mídia local reporta que a empresa chegou a valer A$ 25.1 bilhão, mas estabilizou em cerca A$ 1 bilhão.
Em 2015, se divorciou de seu marido e ganhou metade das ações da Platinum Asset Management.

## Empreendimentos e filantropia

### Neilson Foundation
Em 2007, criou a Neilson Foundation, para aumentar o acesso do público a obras de arte e dar suporte a grupos assistencialistas. Entre os institutos que apoia, estão Two Good Co and Anti-Slavery Australia, Oz Harvest, Cape Town Opera, Amnesty International e Ampilatwatja Health Centre Aboriginal Corporation.

### White Rabbit Gallery
Em 2009, inaugurou a White Rabbit Gallery, galeria de arte chinesa localizada em Chippendale, subúrbio de Sydney. O local pertencia originalmente à Rolls-Royce, e foi remodelado pelo arquiteto Willian Smart. A arte na galeria faz parte da coleção pessoal de Juddith Neilson e a exibição é grátis. É uma das maiores galerias de arte contemporânea chinesa do mundo. Sua filha mais velha, Paris, tomou conta da White Rabbit Gallery pelos dois anos iniciais, enquanto Neilson viajava pela China em busca de obras de arte. O curador da galeria é David Williams. Sua irmã, Phyllis Rowlinson, cuida dos programas de educação.

### Bienale of Sydney
Em 2012, inaugurou a Bienale of Sydney. Paris Nelson, sua filha, é a diretora.

### Judith Neilson Institute of Journalism and Ideas
Em 2018, criou The Judith Neilson Institute of Journalism and Ideas. O instituto promove eventos e dá suporte para jornalistas ao redor do mundo. Ele cobre notícias dos povos originários da Austrália, contando com dois indígenas na equipe: a kamilaroi Ella Archibald-Binge e o fotógrafo palawa Rhett Wyman.

### Phoenix Central Park
Em 2020, fundou o Phoenix Central Park, um local de exibições que foi pensado para ser um gesamtkunstwerk. O local foi projetado por duas empresas de arquitetura diferentes, a Durbach Block Jaggers e John Wardle Architects. Diferente do White Rabbit, a galeria apresenta obras de arte do mundo inteiro. Sua filha mais nova, Beau, é produtora executiva e diretora do espaço de performances.

## Prêmios e condecorações
- A cadeira Judith Nelson de Aequitetura da Universidade de Nova Gales do Sul foi criada em sua homenagem após doação de $10 milhões (2015)[15]

- Membro da Ordem da Austrália (2016)[16]
- 1ª colocada na lista de Pessoas Mais Poderosas na Arte Australiana (2016)[17]
- A cadeira Judith Nelson de Arte Contemporânea da Universidade de Nova Gales do Sul foi criada em sua homenagem após doação de $6 milhões (2017)[18]
- Fez parte da lista de 100 Mulheres de Influência da Australian Finantial Review (2018)[19]
- 39ª colocada na lista das 50 pessoas mais ricas da Austrália da Forbes (2019)[2]

## Lista de propriedades
- Indigo Slam (sua casa)
- Little Angel
- Tonkin Zulaikha Greer (escritório)
- Dangrove
- 11 Twice
- Little Wellington
- Phoenix Central Park (galeria)
- The Judith Neilson Institute of Journalism and Ideas
- White Rabbit Gallery (galeria)
- Old Dick[4]